# Manuel Antonio de Rivas
Manuel Antonio de Rivas fue un fraile franciscano establecido en Mérida, una ciudad colonial española de la península de Yucatán. Es conocido, fundamentalmente, por haber escrito una narración fantástica de un viaje a la luna, Sizigias y cuadraturas lunares, considerado el primer texto de ciencia ficción del continente americano.
La información acerca de su vida es fragmentaria, pero por varios documentos judiciales se sabe que hacia 1775 fue acusado de herejía por la Inquisición, siendo encarcelado durante un tiempo.

## Biografía
Poco se conoce acerca de su vida aparte de su proceso por herejía; sus fechas de nacimiento y defunción son desconocidas, aunque parece que era un hombre anciano cuando fue sometido a juicio, ya que suplicaba a sus inquisidores que se le dejara vivir en paz los últimos años de su vida. Llegó al Yucatán en 1742 y pronto comenzó «a atraerse enemigos y problemas». Se desvió de la ortodoxia católica pues creía, por ejemplo, que los cuerpos celestes influían en el comportamiento humano (negando el libre albedrío), leía libros prohibidos y criticaba la veneración de santos. Al parecer, también imprimió y distribuyó folletos críticos hacia otros eclesiásticos. Su conducta llegó a tal punto que fue juzgado en torno a 1775, en un proceso que sacó a la luz un libro escrito por él acerca de un imaginario viaje a la luna. Fue acusado de creer en la astrología, de proponer la existencia de «una ramificación del infierno en el centro del Sol», y de profesar el heliocentrismo de Nicolás Copérnico. Una acusación adicional de sodomía fue desechada rápidamente. Su Sizigias y cuadraturas lunares fue una de las principales pruebas de cargo contra él; afortunadamente para Rivas, y en consideración a su avanzada edad, finalmente la causa fue archivada.

## Sizigias y cuadraturas lunares

### Historia del texto
El título completo del librito de once folios escrito por Rivas era Sizigias y cuadraturas lunares ajustadas al meridiano de Mérida de Yucatán por un antíctona o habitador de la luna, y dirigidas al bachiller don Ambrosio de Echeverría, entonador de kyries funerales en la parroquia del Jesús de dicha ciudad, y al presente profesor de logarítmica en el pueblo de Mama de la península de Yucatán, para el año del Señor de 1775. No consta la fecha de composición en el manuscrito.
El escrito fue redescubierto en 1958 por Pablo González Casanova, oculto entre los volúmenes polvorientos del Archivo General de la Nación en la Ciudad de México, entre los documentos compilados por la Inquisición durante el juicio seguido a Rivas. Fue referenciado en un estudio de literatura mexicana de 1977, pero no fue comentado o publicado hasta 1994.

### Influencias
Rivas estaba evidentemente influenciado por las historias europeas de exploración lunar, incluyendo entre estas la Historia verdadera de Luciano de Samósata, La Nueva Atlántida de Francis Bacon, el Somnium de Johannes Kepler, El hombre en la Luna de Francis Godwin, El descubrimiento de un nuevo mundo de John Wilkins, Viaje a la luna de Cyrano de Bergerac, Conversaciones acerca de la pluralidad de los mundos de Fontenelle y Micromegas de Voltaire.

### Contenido
Sizigias y cuadraturas lunares (sizigia y cuadratura son términos astronómicos) consta de dos partes. En la primera se narra, de forma epistolar, un viaje lunar protagonizado por el francés Onésimo Dutalón. Esta sección precede a otra carta que contiene un almanaque astronómico, y ambas están dirigidas a Don Ambrosio de Echeverría (un "aficionado a observar los movimientos lunares") y escritas por los "antíctonas", los habitantes de la luna.
En su primera carta, los antíctonas escriben a Echeverría sobre la visita de Onésimo Dutalón, un astrónomo francés que previamente les había escrito una epístola muy erudita e informativa que contenía datos de sizigias y cuadraturas. Estaban pensando cómo responder a la misiva cuando Dutalón apareció en la luna a bordo de una nave espacial, evidentemente propulsada con alas. Este les narró la historia de su vida, y compartió con ellos sus conocimientos astronómicos y, entre otras, las teorías de Isaac Newton y la filosofía de René Descartes —Dutalón sería el portavoz o alter ego de Rivas. Mientras el rector de la universidad de la luna estaba preparando un discurso de bienvenida, le interrumpieron una "legión de demonios espaciales" que hacían escala de camino al Sol, a donde llevaban el alma de un materialista. Satanás, aparentemente, habría rechazado a esta alma para mantener el orden bajo sus dominios, pero Dutalón explica que ahora el infierno estaba ubicado en el Sol, teoría basada en la de un estudioso anglicano. Por último, la carta es firmada por el rector.
La historia de los antíctonas aportó material que los inquisidores utilizaron en el proceso seguido a Rivas: Según el libro, aquellos habían estudiado la Tierra y a sus habitantes durante mucho tiempo, y cuestionaban algunos hechos de la historia terrestre. Por ejemplo, mostraban dudas acerca de la cronología bíblica y sobre "el mitológico regreso del Mesías"; también recordaban la leyenda de Faetón, cuyo accidente provocó un incendio en el que se quemaron los registros lunares, obligándoles a comenzar su historia desde cero en "una nueva era lunar", hace ya 7 914 522 años.
La segunda carta contiene "extrañas" anotaciones de los antíctonas acerca de varias cronologías de la Tierra, y termina con un detallado almanaque y notas con observaciones estelares para el año 1775.